# Naussannes
Naussannes est une commune française située dans le département de la Dordogne, en région Nouvelle-Aquitaine.

## Géographie
La commune est arrosée par le Couzeau.

### Communes limitrophes
Naussannes est limitrophe de quatre autres communes. Au nord-ouest, son territoire est distant d'environ 600 mètres de celui de Montaut.
| Monsac                |            |                         |
| Bardou                | Naussannes | Beaumontois en Périgord |
| Saint-Léon-d'Issigeac |            |                         |

### Géologie et relief

#### Géologie
Situé sur la plaque nord du Bassin aquitain et bordé à son extrémité nord-est par une frange du Massif central, le département de la Dordogne présente une grande diversité géologique. Les terrains sont disposés en profondeur en strates régulières, témoins d'une sédimentation sur cette ancienne plate-forme marine. Le département peut ainsi être découpé sur le plan géologique en quatre gradins différenciés selon leur âge géologique. Naussannes est située dans le quatrième gradin à partir du nord-est, un plateau formé de dépôts siliceux-gréseux et de calcaires lacustres de l'ère tertiaire.
Les couches affleurantes sur le territoire communal sont constituées de formations superficielles du Quaternaire et de roches sédimentaires datant pour certaines du Cénozoïque, et pour d'autres du Mésozoïque. La formation la plus ancienne, notée c5e, date du Campanien 5, des calcaires bioclastiques jaunâtres à rudistes, orbitoides media, Larrazetia, calcaires gréseux jaunes à grands silex versicolores, lumachelles à huîtres. La formation la plus récente, notée CFvs, fait partie des formations superficielles de type colluvions carbonatées de vallons secs : sable limoneux à débris calcaires et argile sableuse à débris. Le descriptif de ces couches est détaillé dans  les feuilles « no 830 - Eymet » et « no 831 - Belvès » de la carte géologique au 1/50 000 de la France métropolitaine, et leurs notices associées,.

Carte géologique de Naussannes.

#### Relief et paysages
Le département de la Dordogne se présente comme un vaste plateau incliné du nord-est (491 m, à la forêt de Vieillecour dans le Nontronnais, à Saint-Pierre-de-Frugie) au sud-ouest (2 m à Lamothe-Montravel). L'altitude du territoire communal varie quant à elle entre 96 mètres et 165 mètres,.
Dans le cadre de la Convention européenne du paysage entrée en vigueur en France le 1er juillet 2006, renforcée par la loi du 8 août 2016 pour la reconquête de la biodiversité, de la nature et des paysages, un atlas des paysages de la Dordogne a été élaboré sous maîtrise d’ouvrage de l’État et publié en octobre 2020. Les paysages du département s'organisent en huit unités paysagères,. La commune est dans le Bergeracois, une région naturelle présentant un relief contrasté, avec les deux grandes vallées de la Dordogne et du Dropt séparées par un plateau plus ou moins vallonné, dont la pente générale s’incline doucement d’est en ouest. Ce territoire offre des paysages ouverts qui tranchent avec les paysages périgourdins. Il est composé de vignes, vergers et cultures,.
La superficie cadastrale de la commune publiée par l'Insee, qui sert de référence dans toutes les statistiques, est de 14,82 km2,,. La superficie géographique, issue de la BD Topo, composante du Référentiel à grande échelle produit par l'IGN, est quant à elle de 15,04 km2.

### Hydrographie

#### Réseau hydrographique
La commune est située pour partie dans le bassin de la Dordogne et pour partie dans   le bassin de la Garonne au sein du Bassin Adour-Garonne. Elle est drainée par le Couzeau, le ruisseau de Naussannes et par divers petits cours d'eau, qui constituent un réseau hydrographique de 13 km de longueur totale,.
Le Couzeau, d'une longueur totale de 13,76 km, prend sa source à Bardou et se jette dans la Dordogne en rive gauche à Varennes, face à Baneuil,. Il arrose le nord-ouest de la commune sur près de trois kilomètres.
Le ruisseau de Naussannes, affluent de rive gauche du Lugassou et sous-affluent de la Couze, prend sa source 400 mètres au nord-est du bourg et arrose le territoire communal sur un kilomètre.

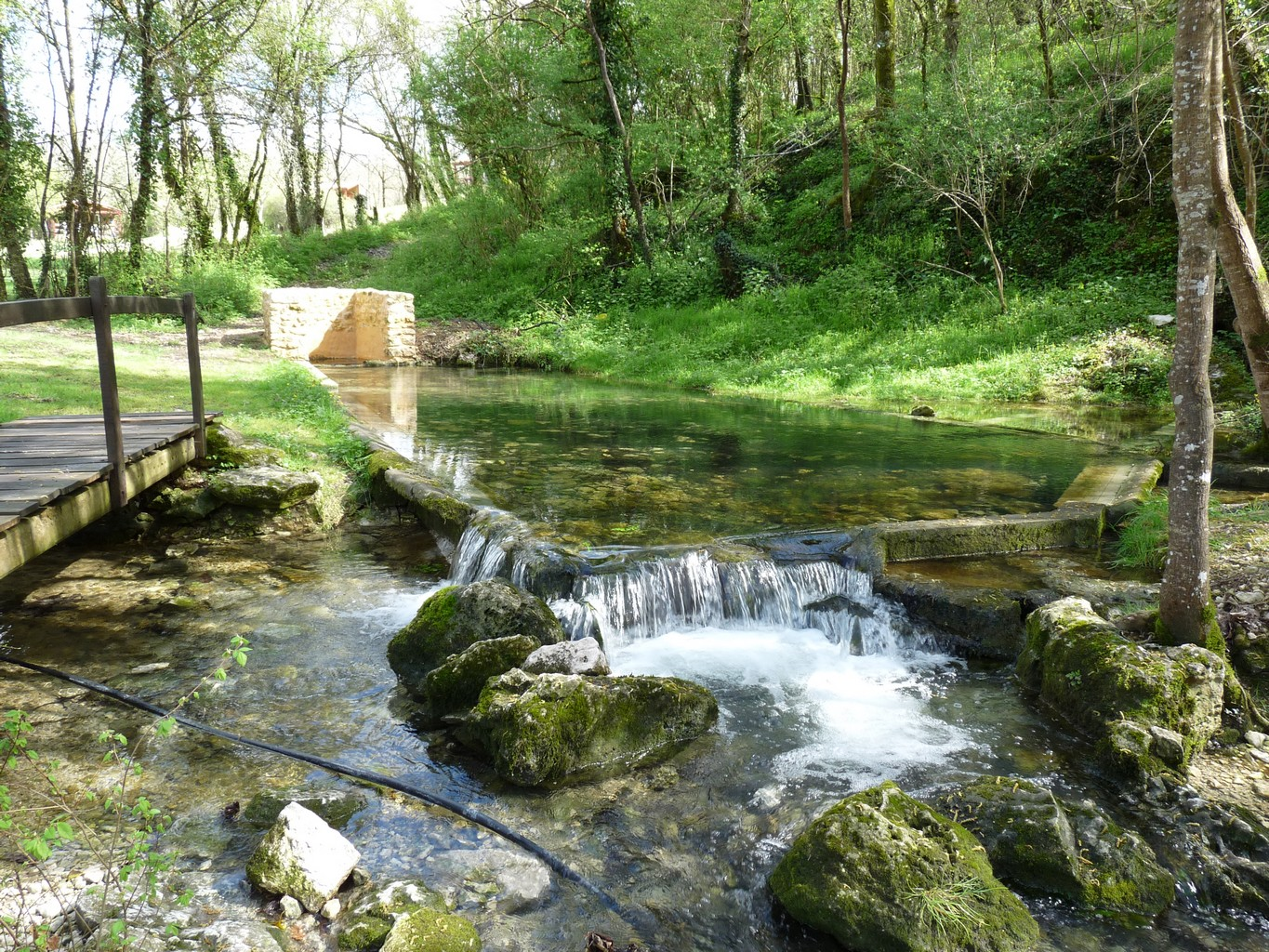
La source du Couderc en bordure du Couzeau.
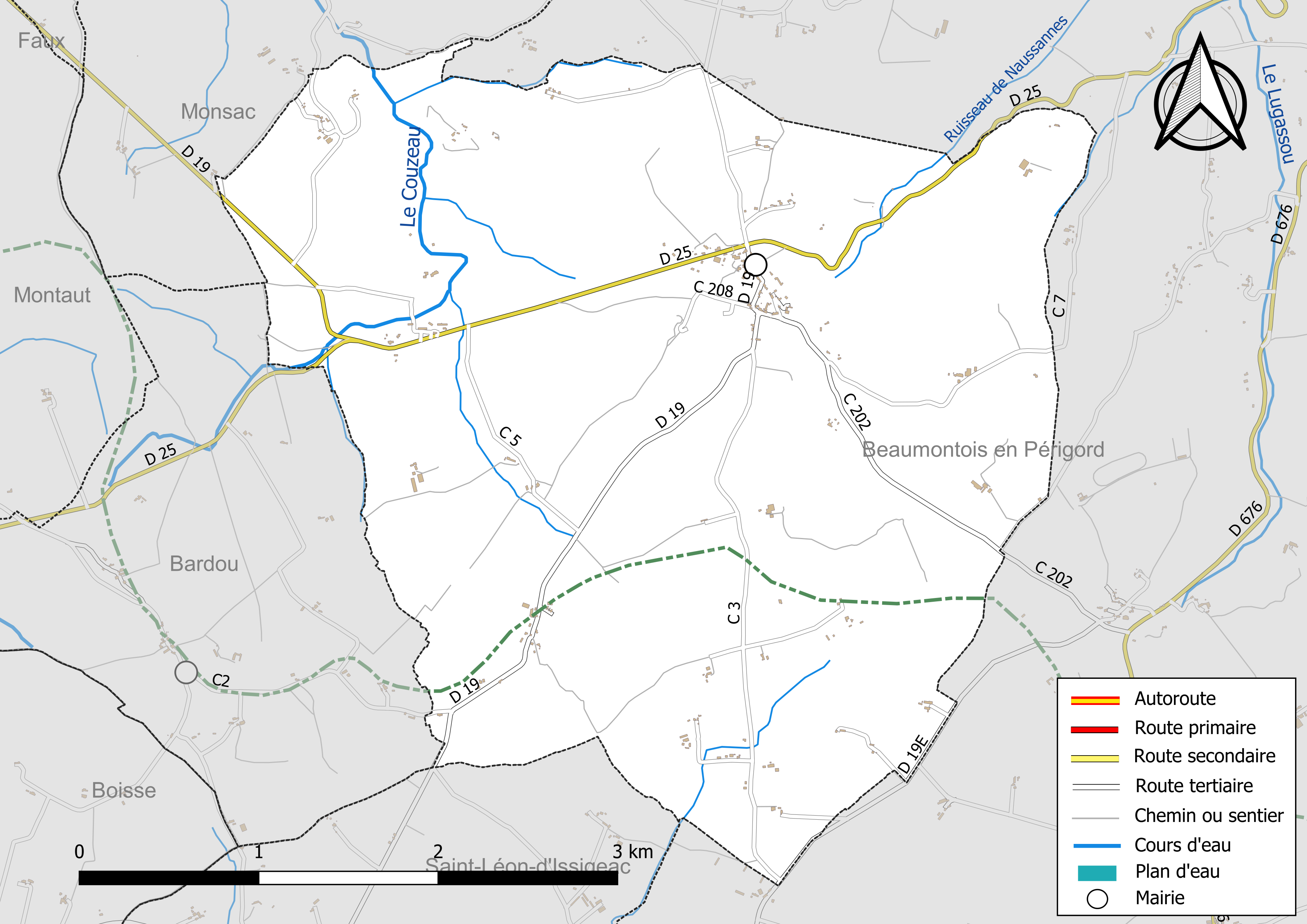
Réseaux hydrographique et routier de Naussannes[Note 3].
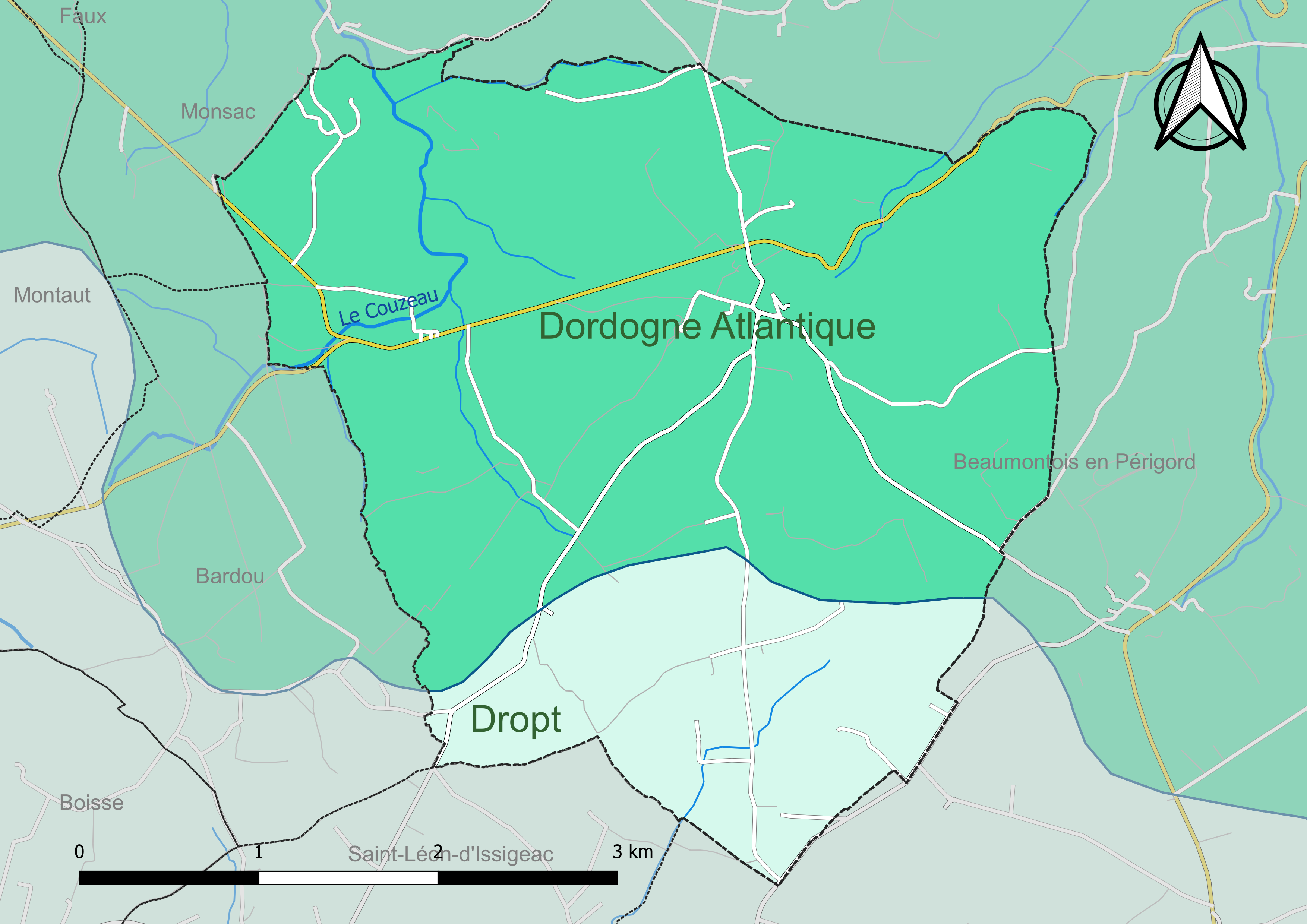
Carte des schémas d'aménagement et de gestion des eaux (SAGE) couvrant le territoire communal de Naussannes.

#### Gestion et qualité des eaux
Le territoire communal est couvert par les schémas d'aménagement et de gestion des eaux (SAGE) « Dordogne Atlantique » et « Dropt ». Le SAGE « Dordogne Atlantique », dont le territoire correspond au sous‐bassin le plus aval du bassin versant de la Dordogne (aval de la confluence Dordogne - Vézère)., d'une superficie de 2 700 km2 est en cours d'élaboration. La structure porteuse de l'élaboration et de la mise en œuvre est l'établissement public territorial de bassin de la Dordogne (EPIDOR). Le SAGE « Dropt », dont le territoire correspond au bassin versant du Dropt, d'une superficie de 1 522 km2, a été approuvé le 13 janvier 2022. La structure porteuse de l'élaboration et de la mise en œuvre est le syndicat mixte EPIDROPT. Ils définissent chacun sur leur territoire les objectifs généraux d’utilisation, de mise en valeur et de protection quantitative et qualitative des ressources en eau superficielle et souterraine, en respect des objectifs de qualité définis dans le troisième SDAGE  du Bassin Adour-Garonne qui couvre la période 2022-2027, approuvé le 10 mars 2022.
La majeure partie du territoire communal au nord concerne les bassins versants du Couzeau et de la Couze et dépend du SAGE Dordogne Atlantique. Au sud, la zone restante concerne le bassin versant de la Bournègue et est rattachée au SAGE Dropt.
La qualité des eaux de baignade et des cours d’eau peut être consultée sur un site dédié géré par les agences de l’eau et l’Agence française pour la biodiversité.

### Climat
Pour des articles plus généraux, voir Climat de la Nouvelle-Aquitaine et Climat de la Dordogne.
Historiquement, la commune est exposée à un climat océanique aquitain.  
En 2020, Météo-France publie une typologie des climats de la France métropolitaine dans laquelle la commune est exposée à un climat océanique altéré et est dans la région climatique  Aquitaine, Gascogne, caractérisée par une pluviométrie abondante au printemps, modérée en automne, un faible ensoleillement au printemps, un été chaud (19,5 °C), des vents faibles, des brouillards fréquents en automne et en hiver et des orages fréquents en été (15 à 20 jours).
Pour la période 1971-2000, la température annuelle moyenne est de 12,6 °C, avec  une amplitude thermique annuelle de 15,3 °C. Le cumul annuel moyen de précipitations est de 886 mm, avec 12 jours de précipitations en janvier et 7 jours en juillet. Pour la période 1991-2020, la température moyenne annuelle observée sur la station météorologique la plus proche, située sur la commune de Lacapelle-Biron à 21,93 km à vol d'oiseau, est de 13,6 °C et le cumul annuel moyen de précipitations est de 833,3 mm,. Pour l'avenir, les paramètres climatiques de la commune estimés pour 2050 selon différents scénarios d’émission de gaz à effet de serre sont consultables sur un site dédié publié par Météo-France en novembre 2022.

## Urbanisme

### Typologie
Au 1er janvier 2024, Naussannes est catégorisée commune rurale à habitat très dispersé, selon la nouvelle grille communale de densité à 7 niveaux définie par l'Insee en 2022.
Elle est située hors unité urbaine et hors attraction des villes,.

### Occupation des sols
L'occupation des sols de la commune, telle qu'elle ressort de la base de données européenne d’occupation biophysique des sols Corine Land Cover (CLC), est marquée par l'importance des territoires agricoles (87,7 % en 2018), une proportion sensiblement équivalente à celle de 1990 (88,1 %). La répartition détaillée en 2018 est la suivante : 
terres arables (80,5 %), forêts (12,3 %), zones agricoles hétérogènes (7,2 %). L'évolution de l’occupation des sols de la commune et de ses infrastructures peut être observée sur les différentes représentations cartographiques du territoire : la carte de Cassini (XVIIIe siècle), la carte d'état-major (1820-1866) et les cartes ou photos aériennes de l'IGN pour la période actuelle (1950 à aujourd'hui).

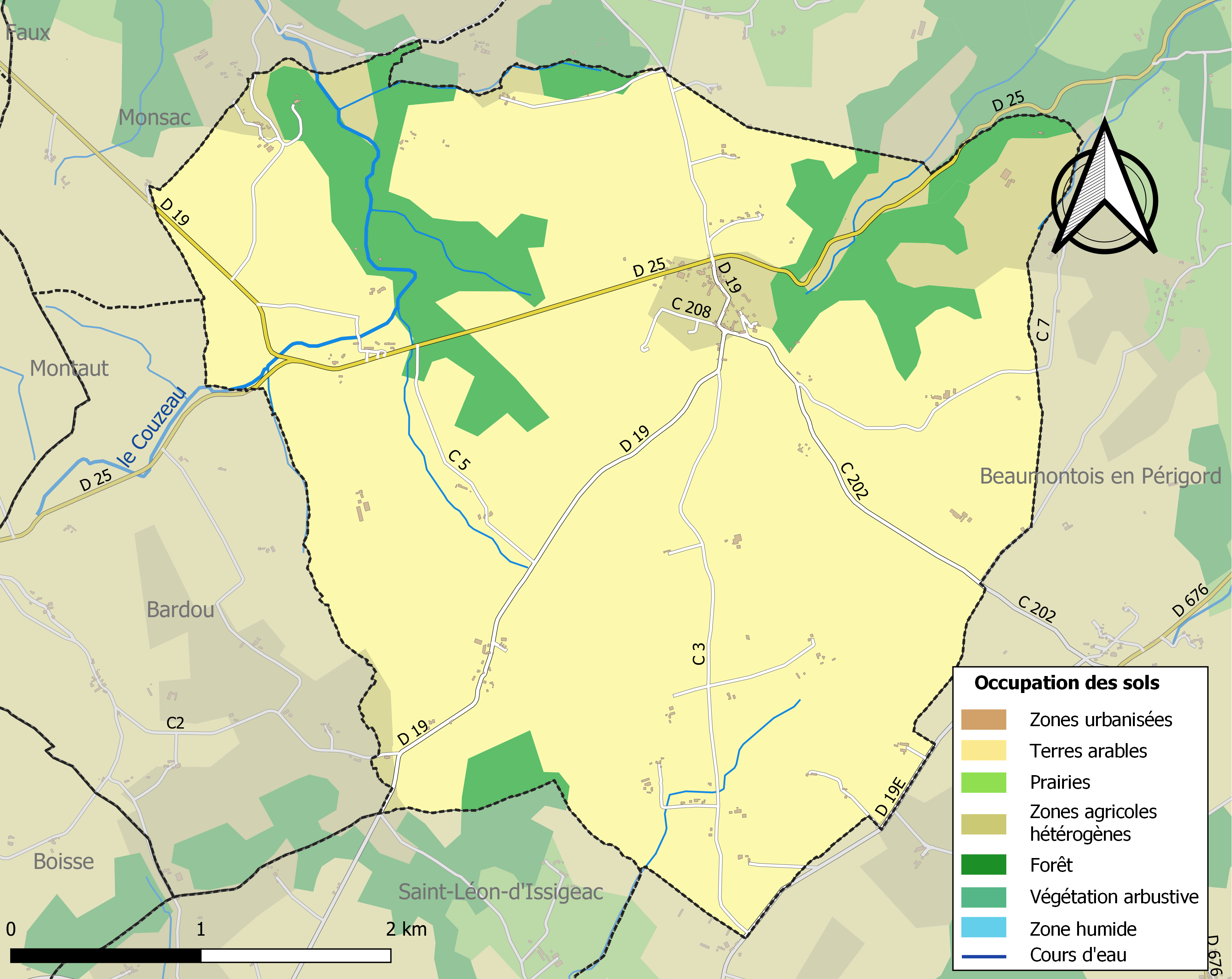
Carte des infrastructures et de l'occupation des sols de la commune en 2018 (CLC).

### Prévention des risques
Le territoire de la commune de Naussannes est vulnérable à différents aléas naturels : météorologiques (tempête, orage, neige, grand froid, canicule ou sécheresse), feux de forêts, mouvements de terrains et séisme (sismicité très faible). Un site publié par le BRGM permet d'évaluer simplement et rapidement les risques d'un bien localisé soit par son adresse soit par le numéro de sa parcelle.
Naussannes est exposée au risque de feu de forêt. L’arrêté préfectoral du 14 mars 2013 fixe les conditions de pratique des incinérations et de brûlage dans un objectif de réduire le risque de départs d’incendie. À ce titre, des périodes sont déterminées : interdiction totale du 15 février au 15 mai et du 15 juin au 15 octobre, utilisation réglementée du 16 mai au 14 juin et du 16 octobre au 14 février. En septembre 2020, un plan inter-départemental de protection des forêts contre les incendies (PidPFCI) a été adopté pour la période 2019-2029,.

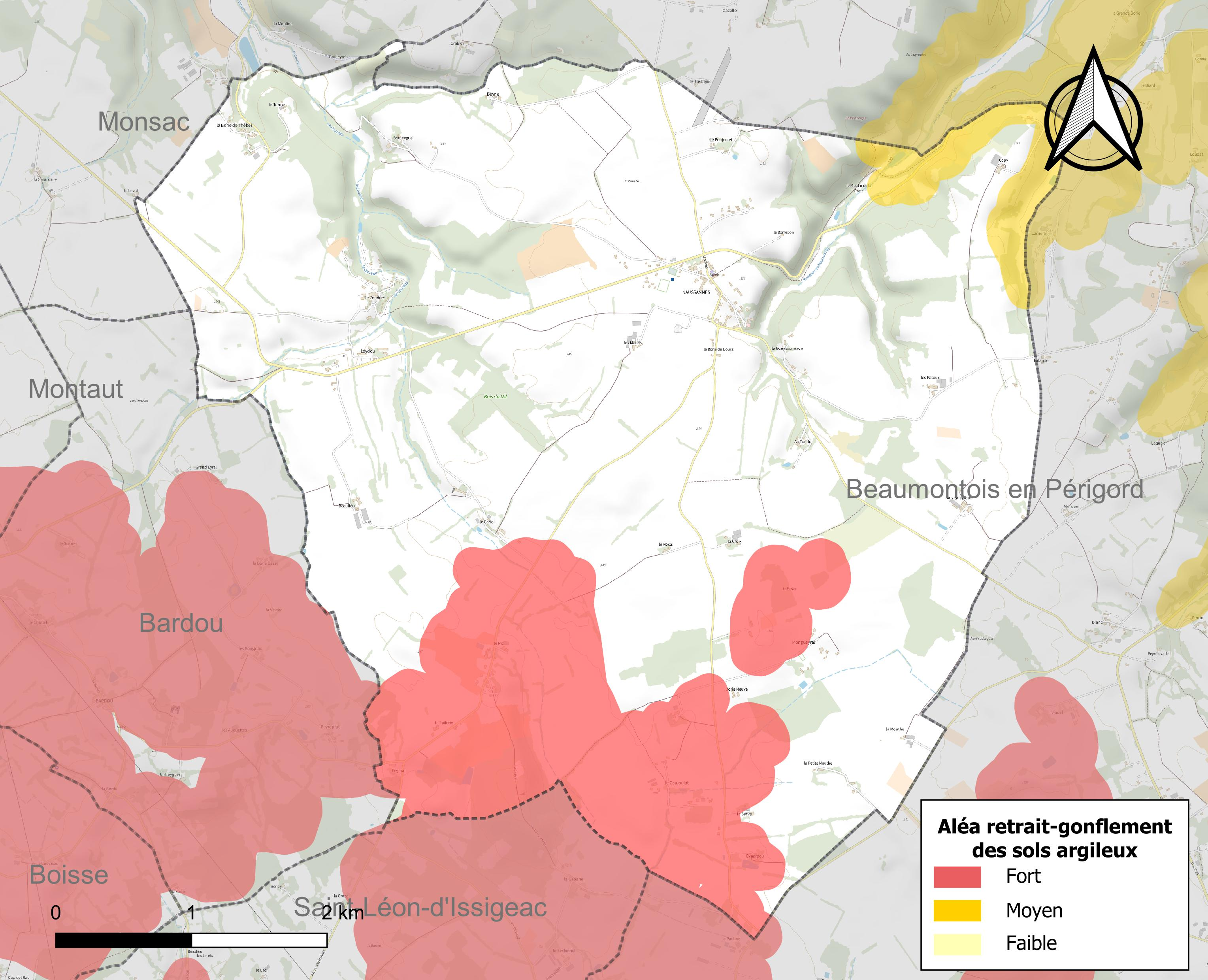
Carte des zones d'aléa retrait-gonflement des sols argileux de Naussannes.

Les mouvements de terrains susceptibles de se produire sur la commune sont des tassements différentiels. Le retrait-gonflement des sols argileux est susceptible d'engendrer des dommages importants aux bâtiments en cas d’alternance de périodes de sécheresse et de pluie. 20,1 % de la superficie communale est en aléa moyen ou fort (58,6 % au niveau départemental et 48,5 % au niveau national métropolitain). Depuis le 1er octobre 2020, en application de la loi ÉLAN, différentes contraintes s'imposent aux vendeurs, maîtres d'ouvrages ou constructeurs de biens situés dans une zone classée en aléa moyen ou fort,.
La commune a été reconnue en état de catastrophe naturelle au titre des dommages causés par les inondations et coulées de boue survenues en 1982 et 1999, par la sécheresse en 2005 et par des mouvements de terrain en 1999.

## Toponymie
En occitan, la commune porte le nom de Nauçanas.

## Histoire
Par un acte daté du 7 mars 1273, deux frères, Pierre et Amanieu de Machinon, font le don d'un terrain à Édouard Ier pour construire une bastide sur une colline appelée Puoch de Pico. Ce lieu est situé au lieu-dit le Pic, au sud-ouest de Naussannes, à une distance de 2,3 km. Cette bastide, devait, avec Beaumont, Monpazier et Molières assurer la défense des terres appartenant au roi d'Angleterre. Il n'y a aucune trace de cette bastide qui n'a pas dû être construite. Léon Dessalles, dans son Histoire du Périgord, tome 2, p. 29, a écrit que « le terrain cédé ne parut sans doute pas bien choisi » et a ajouté que « Pierre de Gontaud (seigneur de Biron) s'empara du puy du Pic et en jouit jusqu'en 1289, que le roi ordonna de restituer à Pierre de Maumont ». Le Pic a été une paroisse. L'église et le cimetière de l'ancienne paroisse ont aujourd'hui disparu.

## Politique et administration

### Rattachements administratifs et électoraux
Dès 1790, la commune de Naussannes a été rattachée au canton d'Issigeac qui dépendait du district de Belvès jusqu'en 1795, date de suppression des districts. En 1801, la commune change de canton : elle est rattachée au canton de Beaumont, lui-même dépendant de l'arrondissement de Bergerac.
Dans le cadre de la réforme de 2014 définie par le décret du 21 février 2014, ce canton disparaît aux élections départementales de mars 2015. La commune est alors rattachée au canton de Lalinde.

### Intercommunalité
Fin 1995, Naussannes intègre dès sa création la communauté de communes du Pays beaumontois. Celle-ci est dissoute au 31 décembre 2012 et remplacée au 1er janvier 2013 par la communauté de communes des Bastides Dordogne-Périgord.

### Administration municipale
La population de la commune étant comprise entre 100 et 499 habitants au recensement de 2017, onze conseillers municipaux ont été élus en 2020,.

### Liste des maires

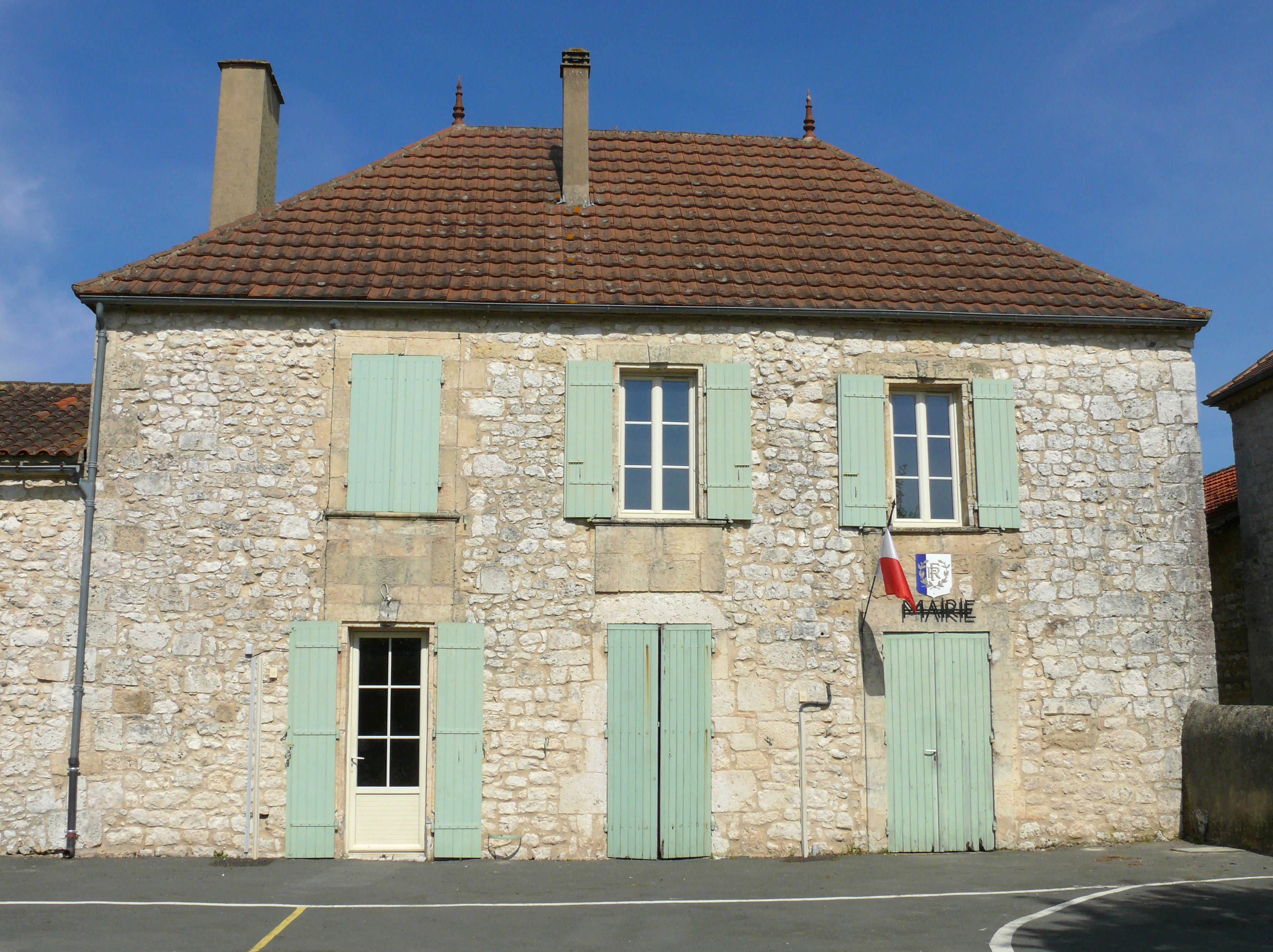
La mairie.

| Période                                  | Période  | Identité      | Étiquette | Qualité           |
| ---------------------------------------- | -------- | ------------- | --------- | ----------------- |
| Les données manquantes sont à compléter. |          |               |           |                   |
|                                          |          |               |           |                   |
| mars 1983                                | mai 2020 | Pierre Bonal  | SE        | Retraité agricole |
| mai 2020                                 | En cours | Alain Roussel |           |                   |

### Juridictions
Dans le domaine judiciaire, Naussannes relève : 
- du tribunal judiciaire, du tribunal pour enfants, du conseil de prud'hommes, du tribunal de commerce et du tribunal paritaire des baux ruraux de Bergerac ;
- de la cour d'appel de Bordeaux.

## Population et société

### Démographie
L'évolution du nombre d'habitants est connue à travers les recensements de la population effectués dans la commune depuis 1793. Pour les communes de moins de 10 000 habitants, une enquête de recensement portant sur toute la population est réalisée tous les cinq ans, les populations de référence des années intermédiaires étant quant à elles estimées par interpolation ou extrapolation. Pour la commune, le premier recensement exhaustif entrant dans le cadre du nouveau dispositif a été réalisé en 2006.

En 2022, la commune comptait 236 habitants, en évolution de −3,67 % par rapport à 2016 (Dordogne : +0,37 %, France hors Mayotte : +2,11 %).
| 1793 | 1800 | 1806 | 1821 | 1831 | 1836 | 1841 | 1846 | 1851 |
| ---- | ---- | ---- | ---- | ---- | ---- | ---- | ---- | ---- |
| 590  | 380  | 532  | 526  | 510  | 563  | 482  | 492  | 482  |

| 1856 | 1861 | 1866 | 1872 | 1876 | 1881 | 1886 | 1891 | 1896 |
| ---- | ---- | ---- | ---- | ---- | ---- | ---- | ---- | ---- |
| 492  | 478  | 461  | 411  | 427  | 439  | 406  | 379  | 335  |

| 1901 | 1906 | 1911 | 1921 | 1926 | 1931 | 1936 | 1946 | 1954 |
| ---- | ---- | ---- | ---- | ---- | ---- | ---- | ---- | ---- |
| 327  | 335  | 319  | 263  | 271  | 286  | 270  | 254  | 255  |

| 1962 | 1968 | 1975 | 1982 | 1990 | 1999 | 2006 | 2011 | 2016 |
| ---- | ---- | ---- | ---- | ---- | ---- | ---- | ---- | ---- |
| 239  | 238  | 192  | 194  | 189  | 182  | 208  | 217  | 245  |

| 2021 | 2022 | - | - | - | - | - | - | - |
| ---- | ---- | - | - | - | - | - | - | - |
| 246  | 236  | - | - | - | - | - | - | - |

### Enseignement
En 2021, Naussannes fait partie d'un regroupement pédagogique intercommunal (RPI) en association avec les communes de Bayac et de Monsac. La répartition des élèves est la suivante : cours préparatoire à Bayac, cours élémentaire 1 à Naussannes, cours élémentaire 2 partagé entre Monsac et Naussannes et cours moyen 1 et 2 à Monsac.

## Économie

### Emploi
En 2015, parmi la population communale comprise entre 15 et 64 ans, les actifs représentent 98 personnes, soit 41,7 % de la population municipale. Le nombre de chômeurs (douze) a diminué par rapport à 2010 (dix-sept) et le taux de chômage de cette population active s'établit à 12,7 %.

### Établissements
Au 31 décembre 2015, la commune compte trente-trois établissements, dont quinze au niveau des commerces, transports ou services, onze dans l'agriculture, la sylviculture ou la pêche, trois dans la construction, trois relatifs au secteur administratif, à l'enseignement, à la santé ou à l'action sociale, et un dans l'industrie.

## Culture locale et patrimoine

### Lieux et monuments
- Église Saint-Jean-Baptiste[57] : construite à la fin du XIIe siècle ou au début du XIIIe siècle, la chapelle d'une ancienne commanderie des Hospitaliers de Saint-Jean de Jérusalem est devenue l'église du village à la Révolution.
Elle possède un portail du XVIIIe siècle. À l'intérieur se trouve un tabernacle du XVIIe siècle.
L'église a été remaniée au XIXe siècle avec la construction du clocher et de deux chapelles latérales.
- Oratoire Notre-Dame de Lourdes : l'oratoire a été construit au côté sud de l'église en 1958 en réutilisant les piles d'un pigeonnier.

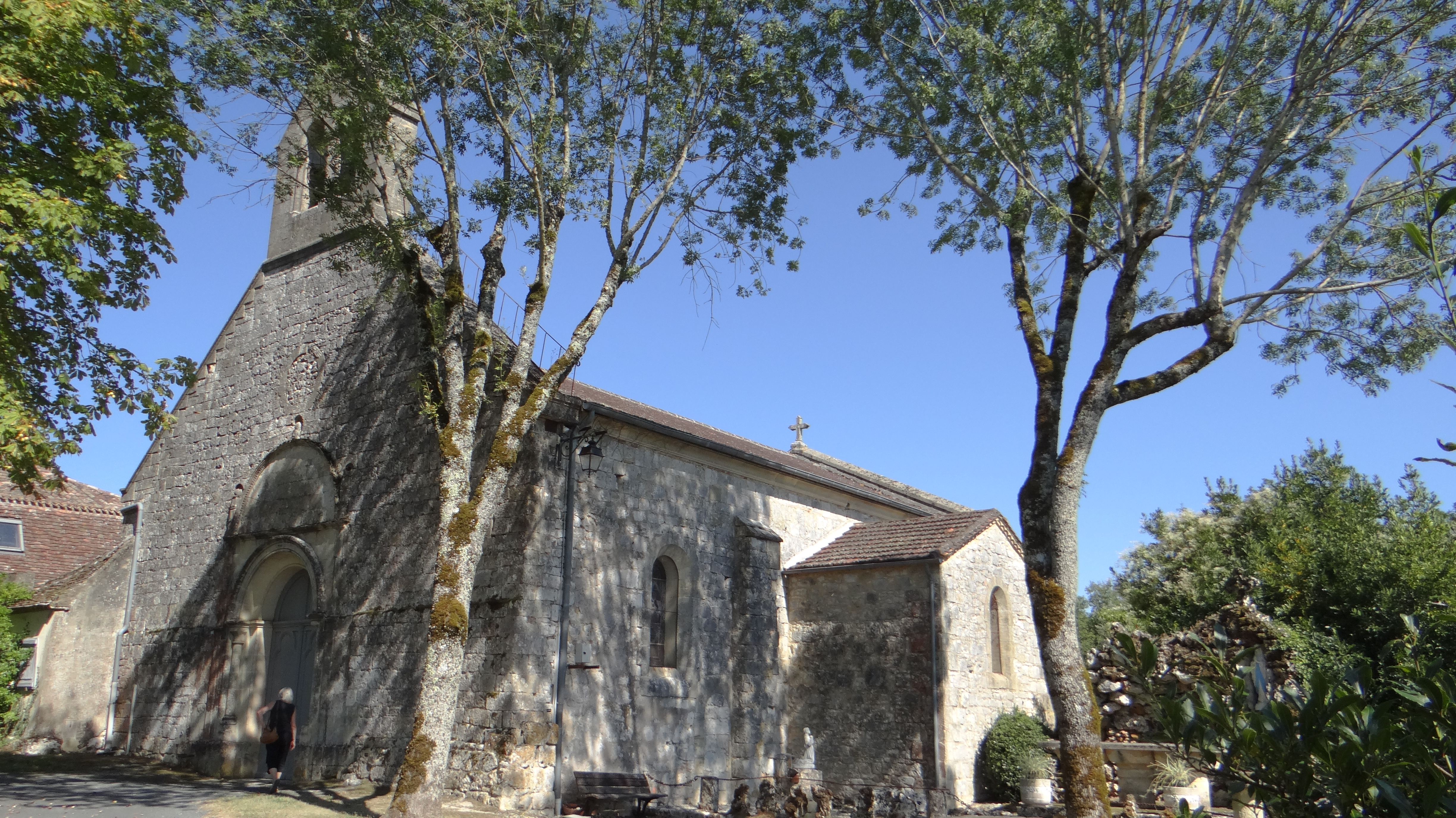
Église Saint-Jean-Baptiste.
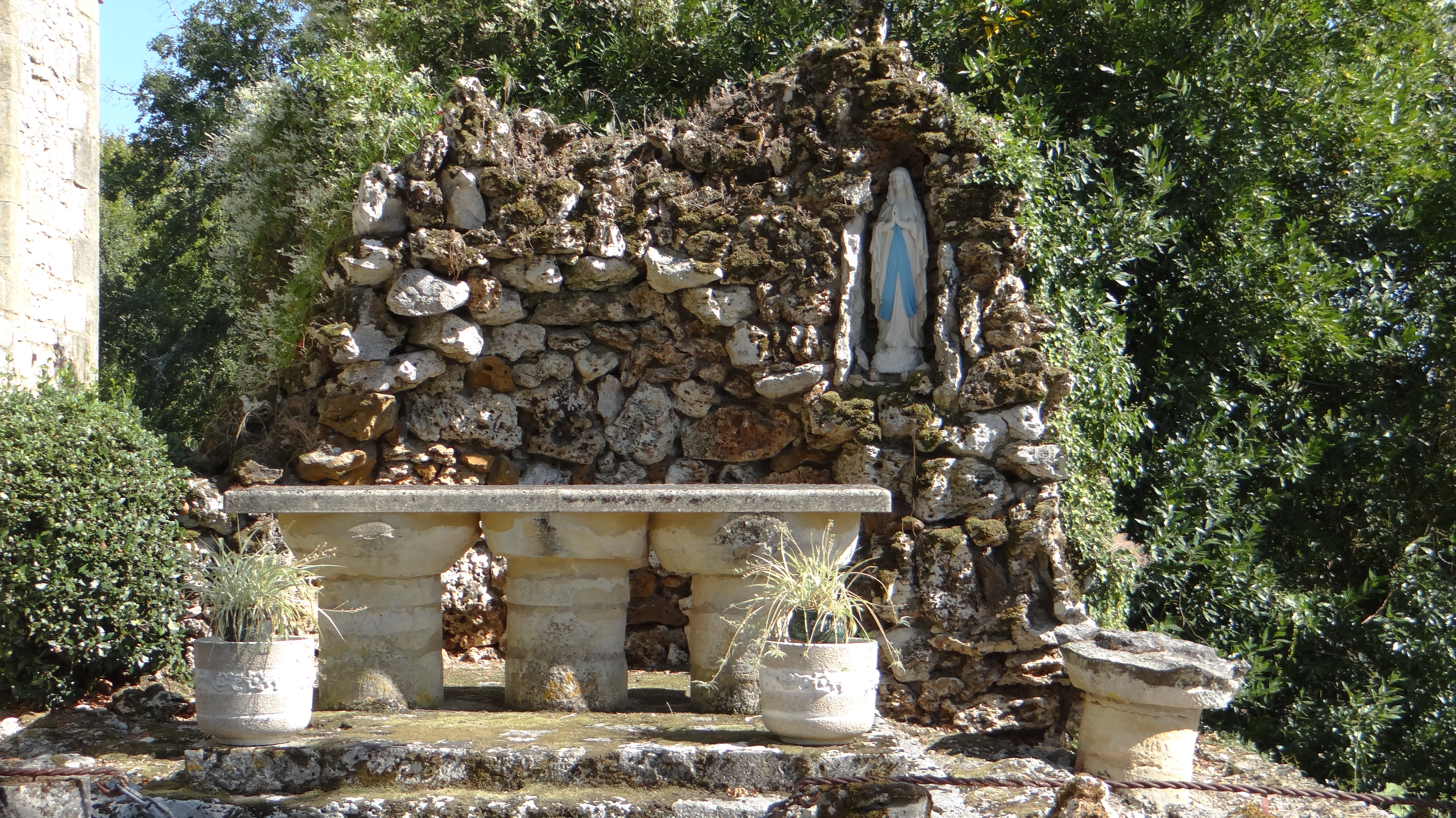
Oratoire Notre-Dame-de-Lourdes.

### Patrimoine environnemental
Partagée avec l'ancienne commune de Beaumont-du-Périgord, une petite zone de coteaux calcaires d'une cinquantaine d'hectares constitue une zone naturelle d'intérêt écologique, faunistique et floristique (ZNIEFF) de type 1, sur environ un kilomètre de long, de part et d'autre du ruisseau de Naussanes, entre le bourg de Naussanes et le lieu-dit Luzier. Parmi la centaine de plantes phanérogames répertoriées sur les lieux, quatre espèces sont considérées comme déterminantes pour la protection du site : la cardoncelle (Carduncellus mitissimus), la laitue vivace (Lactuca perennis), l'orchis guerrier (Orchis militaris) et la sabline des chaumes (Arenaria controversa).